# Карл Ліндхолм
Карл Ліндхолм (5 травня 1860 — 4 лютого 1917) — російський яхтсмен.
Бронзовий призер Олімпійських Ігор 1912 року в класі 10 метрів.